# Hildegard Stradal
Hildegard Stradal (* 5. Mai 1864 in Wien; † 7. August 1948 in Halle (Saale); geborene Zweigelt) war eine österreichische Sängerin (Mezzosopran), Schriftstellerin und Übersetzerin.

## Leben
Hildegard Stradal wurde als einziges Kind des Musikpädagogen (Josef) Moritz Zweigelt (1838–1906) und seiner Frau Franziska (geb. Nitsch) in Wien geboren. Ab dem fünften Lebensjahr unterrichtete der Vater die hochmusikalische Tochter am Klavier. Sie erhielt eine Gesangsausbildung bei der  Gesangslehrerin und Sopranistin Caroline Pruckner in Wien, die mit ihren Schülerinnen regelmäßig Konzerte veranstaltete.
Am 30. April 1888 heiratete sie den Pianisten und Lisztschüler August Stradal (1860–1930) in der Augustinerkirche in Wien. Nicht ohne Bedenken willigte Hildegard Stradal in die Ehe ein: „…wir zweifelten nicht daran, daß der Künstler in gewisser Weise eine Einbuße an freier Entwicklung durch die Ehe erleidet, besonders die Frau.“ Im Laufe des 42-jährigen Zusammenlebens kümmerte sie sich konstant um die musikalische Karriere ihres Mannes und dessen labile Gesundheit. Die Ehe blieb kinderlos.
Von etwa 1889 bis 1915 reisten die Stradals von Mai bis Oktober in die Sommerfrische am Chiemsee. Zunächst wohnten sie in der Villa Franz Stradals, des Schwiegervaters, auf der Fraueninsel, später in Prien. 1917 verkauften sie die Priener Villa, um als Ausländer einer kriegsbedingten Beschlagnahmung zuvorzukommen.
Ab 1916 bis zum Ende des Ersten Weltkriegs arbeitete Hildegard Stradal unter Baronin Spitzmüller im Büro des Roten Kreuzes in Wien. Aus finanziellen Gründen musste auch der Hauptwohnsitz in Wien aufgegeben werden. Die Stradals zogen nach Schönlinde (heute Krásná Lípa, Tschechien), wo sie das Haus ihrer verstorbenen Tante geerbt hatte. Noch einmal, schon hochbetagt, musste Hildegard Stradal den Wohnsitz wechseln. In Tschechien fiel sie der Vertreibungswelle am Ende des Zweiten Weltkriegs zum Opfer. Sie gehörte zu den fast 35.000 Flüchtlingen und Vertriebenen, die von 1945 bis 1949 nach Halle und Umgebung kamen. 1948 starb sie im Altersheim Beesener Straße 15 in Halle (Saale).

## Wirken als Sängerin
Die Stradals unternahmen gemeinsame Konzertreisen, die sie durch ganz Europa führten. München, Paris, London, Dresden, Leipzig, Hamburg, Budapest, Brüssel waren die Stationen ihrer regen Konzerttätigkeit, bis mit dem Ausbruch des Ersten Weltkriegs „das Tor zufiel, welches eine unabsehbare Zeit die Wege zu Freude, Friede, Schaffen und allem Schönen dieser Welt vor der Menschheit verschloß.“
Hildegard Stradals erster Auftritt als Konzertgeberin wurde sehr positiv aufgenommen: „Frau Stradal, eine graziöse, mädchenhafte Erscheinung mit schwärmerischen Rehaugen, ist wegen ihrer außerordentlichen Begabung als Liedersängerin in Wiener Gesellschaftskreisen mit Recht gefeiert“, so das Wiener Salonblatt am 7. April 1889. „Am Schlusse des Konzertes glich das Podium einem Blumengarten, in dem ich eingeschüchtert und fast beschämt stand“, berichtete sie selbst. Liederabende waren um 1900 beim Publikum äußerst beliebt. Im Bösendorfer-Saal übertrafen sie sogar die Anzahl der Klavierabende. Auch später wurden Hildegard Stradals Konzerte als Liedersängerin, begleitet in der Regel von August Stradal, von der Presse wohlwollend rezensiert.
Mehrere Gedichte Hildegard Stradals wurden vertont, so z. B. von ihrem Mann und den Komponisten Friedrich Weigmann (1869–1939) und Markus Lehmann (1919–2003). Durch die Kontakte zu Mitgliedern des Bayerischen Hofes, die auf Schloss Wildenwart im Chiemgau übersommerten und Konzerte der Stradals besuchten, entstand eine Freundschaft zu Ludwig Ferdinand Prinz von Bayern (1859–1949). Auch er vertonte ein Gedicht von Hildegard Stradal: „Die Wolken hängen grau hernieder“.

## Schriftstellerisches Schaffen
Während die musikalischen Werke des Arrangeurs und Pianisten August Stradal dank der von seiner Frau verfassten Biografie August Stradals Lebensbild bestens verzeichnet sind, lassen sich Hildegard Stradals eigene literarische Werke bedingt durch zwei Weltkriege und damit verbundene Ortswechsel nur schwer aufspüren. Sie stehen zudem im Schatten ihres Wirkens als Liedersängerin.
Muße für ihre schriftstellerische Arbeit fand Hildegard Stradal vor allem am Chiemsee. Die Nähe zu München, „dieses Dorado aller Künstlernaturen“, das gesellige Leben in der Sommerfrische, Ausflüge in die Chiemgauer und Berchtesgadener Alpen waren eine reiche Inspirationsquelle. Von 1890 bis 1909 erschienen insgesamt sechs Gedichtbände. Hildegard Stradal betätigte sich außerdem als Übersetzerin. Sie übertrug drei Gedichtzyklen von Victor Hugo ins Deutsche: 1897 Strahlen und Schatten (Les Rayons et les Ombres, 1840), 1903 Aus dem Morgenlande (Les orientales, 1829) und 1911 Seelendämmerung (Les chants du crépuscule, 1835). 1917 erschien die Tragödie Alexander von Mazedonien, eine Nachdichtung von Arthur de Gobineaus Alexandre le Macédonien (1847).
Sie selbst verfasste ebenfalls dramatische Texte: Seine Tochter (1899), Helga (1900), Der Spielmann (1901), Auf einsamer Höhe (1904). Daneben erschienen Verserzählungen wie Sonnenwende (1901), Was der Wildbach erzählt (1902), Die heilige Elisabeth (1904).
Der humoristische Prosatext Von unseren vierbeinigen Hausgenossen (1912) schildert Erlebnisse mit den Haustieren der Stradals und Anekdoten über gemeinsame Bahnreisen. In Anlehnung an E.T.A. Hoffmanns Nachricht von den neuesten Schicksalen des Hundes Berganza verfügt auch der Hund Sully über Sangeslust und eigenes musikalisches Urteilsvermögen, das sich mit der Liszt-Begeisterung der Stradals deckt.
Zu Hildegard Stradals erfolgreichstem Titel wurde die Biografie über ihren Mann: August Stradals Lebensbild (1934). Die Schilderung der gemeinsamen Konzertreisen und Erlebnisse vermittelt auch autobiografische Details. Zahlreiche gesellschaftliche Begegnungen zeichnen ein breit gefächertes Panorama der österreichisch-deutschen Musikszene. „Die ganze zweite Hälfte des 19. Jahrhunderts, vor allem die ganze reiche, feinverästelte Wiener Kultur mit all den vielen, uns Älteren so teuren Namen aus dem Liszt-, Wagner- und Brucknerkreise, steht in diesen Blättern mit erstaunlicher Lebendigkeit wieder auf“, urteilt der Komponist und Musikschriftsteller Walter Niemann 1935 in der Zeitschrift für Musik. Enthaltene Reiseberichte wie der Besuch der Insel Arbe (Rab) und die Besteigung der Tigna Rossa (Kamenjak) anlässlich der Silberhochzeit leben von Hildegard Stradals Naturbegeisterung und sprachlicher Raffinesse. Das Schlusswort des böhmischen Komponisten Rudolph von Procházka würdigt die literarische Qualität des Werks: „Es ist ein Buch, nicht allein die Leute von Fach, sondern jeden gebildeten Leser fesselnd von der ersten bis zur letzten Seite, die gewandte Schriftstellerin in jeder Zeile erkennen lassend. Die interessanten Reiseschilderungen erhöhen den Wert des Werkes nicht minder, wie jene der unterschiedlichen Künstlerbegegnungen…“

## Literarische Werke
- Gedichte. 1. Band. Breitkopf & Härtel, Leipzig 1890.
- Gedichte. 2. Band. Breitkopf & Härtel, Leipzig 1895.
- Gedichte. 3. Band. Breitkopf & Härtel, Leipzig 1898.
- Ein Leben. Gedichte. 4. Band. T.G. Fisher, Kassel 1900.
- Zur Dämmerzeit. Gedichte. 5. Band. E. Pierson, Dresden [1907].
- Aus schweren Tagen. Gedichte. 6. Band. E. Pierson, Dresden 1909.
- Sonnenwende. Erzählung in Versen. 1901 (zitiert nach Kosch).
- Was der Wildbach erzählt. Erzählung in Versen. 1902 (zitiert nach Kosch).
- Die heilige Elisabeth. Erzählung in Versen. Th. G. Fisher & Co, Berlin u. a. 1904.
- Seine Tochter. Lyrisches Gedicht in einem Aufzug. Breitkopf & Härtel, Leipzig 1899.
- Helga. Handlung in 5 Abteilungen. Th. G. Fisher, Kassel 1900.
- Der Spielmann. Drama in 1 Aufzug. G. Fisher, Kassel 1901.
- Auf einsamer Höhe. Drama in 2 Aufzügen. Th. Fisher & Co, Leipzig 1904.
- August Stradals Lebensbild. Haupt, Bern u. a. 1934.
- Von unseren vierbeinigen Hausgenossen. Buchhandlung Rudolf Heger, Wien 1912.
- Ein Tierbüchlein zum Nachdenken für Groß und Klein [Tierschutz-Anthologie], Privatdruck in Tetschen ohne Jahr [frühestens 1937].

## Übersetzungen
- Victor Hugo: Strahlen und Schatten (Les rayons et les ombres, 1840). Breitkopf & Härtel, Leipzig 1897.
- Victor Hugo: Aus dem Morgenlande (Les orientales, 1829). Fischer, Kassel 1903.
- Victor Hugo: Seelendämmerung (Les chants du crépuscule, 1835). E. Pierson, Dresden u. a.[1911].
- Arthur de Gobineau: Alexander von Mazedonien (Alexandre le Macédonien, 1847). Kamönenverlag, Leipzig u. a. 1914.